# Hélène Mercier-Arnault
Pour les articles homonymes, voir Mercier et Arnault.
Hélène Mercier, dite Hélène Mercier-Arnault, née le 5 février 1960 à Montréal (Québec) au Canada, est une pianiste concertiste québécoise.
Elle est l’épouse du chef d’entreprise français Bernard Arnault, une des plus grosses fortunes mondiales.

## Biographie

### Famille et formation
Hélène Mercier est la fille de François Mercier, avocat, et de Lucile Mercier (née Rouleau), agente immobilière.
Elle commence ses études musicales à l’âge de six ans à l'École de musique Vincent-d'Indy, à Outremont. À quinze ans, elle entre à l'Académie de musique de Vienne dans la classe de Dieter Weber. Elle fait ensuite des études à la Juilliard School of Music (New York) auprès de Sasha Gorodnitski. Elle poursuit enfin ses études auprès de Pierre Sancan du Conservatoire national supérieur de musique et de danse de Paris.

### Carrière musicale
En Europe et en Amérique du Nord, Hélène Mercier se produit régulièrement comme soliste et chambriste : à Paris (théâtre des Champs-Élysées, théâtre du Châtelet, salle Gaveau, salle Pleyel...), à Londres (Southbank Centre, Wigmore hall), en Allemagne (Konzerthaus de Berlin et Gewandhaus de Leipzig, Dresde), à Prague (Rudolfinum), à Bruxelles (au Conservatoire et salle Flagey), à Athènes (salle Megaron), en Italie (Florence, Milan, Rome, Turin...), puis à Genève, Monte-Carlo, Madrid, Moscou, Varsovie, Sofia, Bergen ainsi qu'en Finlande, à Montréal, Québec, Ottawa, Toronto, Vancouver, Washington et New York.
Elle est invitée à jouer avec plusieurs orchestres européens et nord-américains, entre autres avec le Prague Philharmonia, l'Orchestre symphonique national de la RAI, l'Orchestre philharmonique de Monte-Carlo, le Minnesota Orchestra, le Fort Worth Symphony... À Paris, elle joue sous la direction de Zubin Mehta avec l’Orchestre philharmonique d’Israël et sous la direction de Kurt Masur au théâtre des Champs-Élysées. Elle se produit également avec l’Orchestre national de Russie ainsi que l'Orchestre national philharmonique de Russie sous la direction de Vladimir Spivakov et au Canada avec les orchestres de Vancouver, Toronto, Ottawa et Montréal sous la direction de Charles Dutoit, Trevor Pinnock et Long Yu. En Chine, elle se produit à Shanghai avec l’Orchestre symphonique de Shanghai. Avec l’Orchestre de Paris, sous la direction de Semyon Bychkov, elle interprète le Triple Concerto de Beethoven avec Natalia Gutman et Salvatore Accardo. Elle enregistre avec l’Orchestre philharmonique de la BBC sous la direction d’Edward Gardner et avec l’Orchestre philharmonique de Bergen dirigés par Neeme Järvi et Sir Andrew Davis. Elle joue avec le violoniste Vladimir Spivakov à Paris, Saint-Pétersbourg, Séoul, Montréal, au Festival de Colmar et aux Rencontres musicales d'Évian. Elle se produit en récital avec le violoncelliste Mstislav Rostropovitch à Copenhague et Paris.
Au Japon, elle joue avec le New Japan Philharmonic sous la direction de Seiji Ozawa.
Elle se produit également avec les violonistes Renaud Capuçon, Augustin Dumay, Ivry Gitlis, Laurent Korcia, Daniel Lozakovich, Julian Rachlin et les violoncellistes Gautier Capuçon, Henri Demarquette, Edgar Moreau, Truls Mork et Kian Soltani. Elle a également joué à deux pianos avec Boris Berezovsky, Frank Braley, Khatia Buniatishvili, Brigitte Engerer, Cyprien Katsaris, Louis Lortie…
En duo avec Louis Lortie, elle a publié plusieurs enregistrements chez Chandos contenant des œuvres de Mozart, Schubert, Poulenc, Rachmaninov, Saint-Saëns, Vaughan Williams et des intégrales des œuvres de Ravel et Debussy. Ils ont recueilli de très élogieuses critiques à travers le monde ainsi que le Diapason d’Or.
Avec le violoniste Vladimir Spivakov, elle enregistre un disque consacré à Ernest Chausson, sous la marque Capriccio. Cet enregistrement a recueilli un succès considérable tant auprès de la critique que du public, et a reçu le label « Choc » du Monde de la musique.
Avec Cyprien Katsaris, elle a enregistré un disque d'œuvres de Schumann et Brahms ainsi qu’un album sous la marque Warner Classics avec les Danses hongroises et Valses de Brahms.
Avec Alain Lefèvre, elle enregistre un album comportant des œuvres de André Mathieu sous le label Warner Classics. André Mathieu avec Alain Lefèvre et Hélène Mercier

### Vie privée
Le 23 septembre 1991, Hélène Mercier épouse l'homme d'affaires Bernard Arnault, qu’elle a rencontré chez des amis en octobre 1990,. Ils ont trois fils : Alexandre, Frédéric et Jean, qui pratiquent la musique eux aussi, comme leur père et leur mère.
En octobre 2023, Hélène Mercier Arnault a été invitée au Congo par l'artiste Gims pour rencontrer le président Félix Tshisekedi afin d’évoquer la possibilité de futurs évènements artistiques.
En avril 2024, Hélène Mercier Arnault apparait sur une vidéo, devenue virale, publiée par la chanteuse Aya Nakamura, aux côtés de Brigitte Macron. Cette vidéo a été jugée « surprenante » par plusieurs médias, et a suscité de nombreuses réactions sur les réseaux sociaux.
En décembre 2024, Le Canard enchaîné publie une série de SMS échangés entre Hélène Mercier-Arnault et le chef cuisinier de Dior Christophe Hamonou, qui poursuit son époux Bernard Arnault aux prud'hommes. Ce cuisinier ayant été licencié pour vol par la PDG de Dior Delphine Arnault, fille de Bernard Arnault et épouse de Xavier Niel. Elle y manifeste notamment son impatience à l'égard du personnel du yacht, qui lui a servi des fruits coupés au lieu d'une salade de fruits (« je ne sais plus quoi faire avec ces gens »), s'exaspère  des bougies d'anniversaire pour le gâteau de son fils qu'elle trouve « moches » : « Tout le monde sait ici que je ne veux pas de ces bougies ! [...] J'en ai marre de devoir faire le perroquet et de devoir toujours tout reprendre à zéro ! ». Elle rappelle également dans un message que « Absolument personne dans cette famille, à commencer par mon mari, [ne] prend un jour de pont ». En mars 2025, Le Canard Enchaîné publie une nouvelle série de révélations qui confirment le comportement d'Hélène Mercier-Arnault avec l’ancien personnel du château de Saint-Remy-des-Landesqui sont en relation avec le chef Christophe Hamonou. Les bruits portent sur des vols dans la propriété.
En janvier 2025, La Lettre A révèle que le groupe LVMH a dû intervenir pour modérer les dépenses qu'Hélène Mercier voulait mettre à la charge du groupe pour parrainer le Gala des pièces jaunes organisé par « son amie » Brigitte Macron. Selon la direction financière du groupe, ces dépenses risquaient d'être considérées comme abusives dans la mesure où les marques du groupe étaient peu mises en avant.

## Décoration
- Chevalier de l'ordre des Arts et des Lettres[15]

## Publication littéraire
- 2009 : Au fil des notes…, Paris, Éditions Plon, 186 pages (autobiographie)  (ISBN 978-2-2592-0537-5 et 2-2592-0537-2)[16],[17]

## Discographie
- 1990-1993 : avec le pianiste Louis Lortie, deux enregistrements d'œuvres de Ravel, Schubert et Mozart — sous le label Chandos, CHAN-8905.
- 2003 : avec le violoniste Vladimir Spivakov, disque consacré à Ernest Chausson, Poème op. 25 et Concert op. 21 — sous le label Capriccio.
- 2012 : avec Cyprien Katsaris, Sonate pour deux pianos en fa mineur, op. 34 b de Johannes Brahms, transcription pour quatre mains par Clara Schumann du Quintette avec piano en mi bémol majeur op. 44 de Robert Schumann.
- 2015 : avec Louis Lortie, Poulenc, Concerto pour 2 pianos, BBC Philharmonic, Edward Gardner — sous le label Chandos[18].
- 2015 : avec Louis Lortie, Rachmaninov, Fantaisie op. 5, Suite no 2, op. 17, Danses symphoniques, op. 45 — sous le label Chandos.
- 2016 : avec Louis Lortie, Saint-Saëns, Le Carnaval des animaux, Bergen Philharmonic Orchestra, Neeme Järvi — sous le label Chandos.
- 2017 : avec Louis Lortie, Vaughan Williams, Concerto pour 2 pianos, Bergen Philharmonic Orchestra, Sir Andrew Davis  — sous le label Chandos.
- 2018 : avec Cyprien Katsaris, Brahms, 21 Danses hongroises et 16 Valses — sous le label Warner Classics.
- 2020 : avec Alain Lefèvre, André Mathieu, Concerto de Québec et Œuvres pour deux pianos — sous le label Warner Classics.
- 2022 : avec Louis Lortie, Debussy, Piano Duets — sous le label Chandos.